# Krokträsktjärnen (Hortlax socken, Norrbotten)
Krokträsktjärnen är en sjö i Piteå kommun i Norrbotten och ingår i Jävreåns huvudavrinningsområde.